# Murtirejo
Murtirejo is een bestuurslaag in het regentschap Kebumen van de provincie Midden-Java, Indonesië. Murtirejo telt 2577 inwoners (volkstelling 2010).